# مایک فرگوسن (بازیکن فوتبال)
مایک فرگوسن (انگلیسی: Mike Ferguson; ۹ مارس ۱۹۴۳ – ۲۷ اوت ۲۰۱۹) بازیکن فوتبال اهل بریتانیا بود.
از باشگاه‌هایی که در آن بازی کرده‌است می‌توان به باشگاه فوتبال کمبریج یونایتد، باشگاه فوتبال کویینز پارک رنجرز، باشگاه فوتبال بلکبرن روورز، باشگاه فوتبال استون ویلا، و باشگاه فوتبال روچدیل اشاره کرد.